# Joseph Glanvill
Joseph Glanvill (1636 - 1680) foi um filósofo inglês, um dos primeiros membros da Royal Society.
Opunha-se à filosofia aristotélica ensinada na sua universidade, Oxford, tendo sido em parte influenciado pelos Platónicos de Cambridge. Em The Vanity of Dogmatizing, 1661, pugnou a favor de uma ciência empírica que poderia alcançar uma certeza relativa, mas não a infalibilidade. Antecipou a perspectiva de Hume de que na relação de causa e efeito, propter hoc nada é senão um post hoc repetido. Em Philosophical Considerations Touching Witches and Witchcraft, 1666 – redenominado Sadducismus Triumphatus em 1681, aludindo à mundividência secular tradicionalmente atribuída aos saduceus – defendeu, ao opor-se ao materialismo e ao ateísmo, não apenas a crença em Deus mas também a crença na feitiçaria, denegrindo assim a sua reputação póstuma. 